# Амаркорд (фільм)
«Амаркорд» (італ. Amarcord) — фільм Федеріко Фелліні 1973 року. Назва фільму походить від слів романьольського діалекту «a m'arcord» (я згадую), котре стало неологізмом в італійській мові. Фільм був представлений 1974 року поза конкурсом на 27-му Каннському міжнародному кінофестивалі і входить у 100 найкращих фільмів світового кіно.

## Сюжет
Італія, 1930-і роки. Містечко, що заснуло, пробуджується з появою «манін» — пуху, що ширяє у повітрі, сповіщаючи про прихід весни. На великій площі розводять святкове вогнище, на якому спалюють опудало зими. Про місто і про час глядачеві розповідають по черзі то червонопикий п'яниця Бішейн, бродячий торговець, то вчений адвокат (обоє говорять прямо в камеру), то підліток на ім'я Тітта, син Ауреліо та Міранди, в чиєму будинку не замовкають сварки і погрози самогубства з обох боків, які, втім, ніколи не виконуються. У школі Тітта терпляче витримує карикатурний парад педагогів і запам'ятовує лише вчительку математики за її пишний бюст. Його, і не тільки його самого, також приваблює Лисичка, напівбожевільна німфоманка, що дражнить робітників на будівництвах. Але перед усіма жінками він віддає перевагу Градісці, місцевій зірці, яка дефілює вулицями зі своїми сестрами в спокусливих нарядах і макіяжі. Одного разу він марно намагається підсісти до неї в кінозалі.
Про Градіску ходить безліч легенд: приміром, колись вона нібито вшанувала своєю присутністю ложе якось принца в «Гранд-Отелі» — розкішному палаці, де Бішейн одного разу «спожив» за одну ніч вісімнадцять жінок з гарему проїжджого еміра. Їх усіх Тітта називає у сповіді місцевому священикові, який наполегливо цікавиться, коли і скільки разів він «себе чіпає»: ця його звичка, за словами священика, доведе до сліз святого Людовика. 21 квітня, в день народження Гітлера, місто відвідує видний фашистський чин, на його честь організовуються парад і спортивна вистава. Вночі з грамофона, встановленого на каплиці, нахабно лунає мелодія «Інтернаціоналу», і фашистським стрільцям не відразу вдається заткнути цю музику. Батька Тітти викликають у поліцію і звинувачують в антифашистських розмовах. Його примушують випити велику дозу касторки.
Раз на рік сім'я забирає з божевільні дядька Тео і везе його на прогулянку. Цього разу він підіймається на дерево і п'ять годин підряд кричить: «Жінку хочу!». Карлиця-монашка, що приїхала з двома санітарами, знімає його з дерева, що нікому не вдавалося до її появи. Вночі усі жителі містечка випливають у відкрите море, щоб спостерігати зблизька пасажирський лайнер «Рекс» — прекрасний зразок суднобудівного мистецтва, створений при фашистському режимі і що є символом цього режиму… Приходить осінь. Дідусь Тітти збивається зі шляху в тумані і думає, що він помер… Вночі жителі міста, як в казковому сні, спостерігають за учасниками автопробігу «Тисяча миль»… Тітта залишається наодинці з пишногрудою власницею тютюнової крамниці, присягається, що зможе її підняти, і піднімає. Вона дає йому посмоктати свої груди, але недосвідчений хлопець дме в них… Одного разу місто завалює снігом, і від цієї рідкісної події усі жителі завмирають у захопленні: всі історичні рекорди побиті…
Помирає мати Тітти. Градіска виходить заміж за карабінера, який відвіз її в інші краї. Після весільної вечері усі прощаються з нею. Її ніколи не забудуть. Знову в повітрі парять «маніни»; їх поява завершує цей чарівний рік.

## У ролях
| • Магалі Ноель             | … | Градіска                       |
| • Бруно Дзанін             | … | Тітта                          |
| • Пупелла Мадджо           | … | Міранда Біонді, мати Тітти     |
| • Армандо Бранча           | … | Ауреліо Біонді, батько Тітти   |
| • Стефано Пройєтті         | … | Оліва, брат Тітти              |
| • Джузеппе Янігро          | … | дідусь Тітти                   |
| • Нандіно Орфеї            | … | дядечко Тітти                  |
| • Чіччо Інграссіа          | … | Тео, божевільний дядечко Тітти |
| • Карла Мора               | … | Джина, служниця                |
| • Джозіана Танціллі        | … | Лисичка                        |
| • Доменіко Пертіка         | … | сліпий акордеоніст             |
| • Джанфіліппо Каркано      | … | кюре                           |
| • Діна Адорні              | … | вчителька математики           |
| • Армандо Віллелла         | … | учитель грецької мови          |
| • Марія Антоньєтта Белуцці | … | власниця тютюнової крамниці    |
| • Джульєтта Мазіна         | … | подруга Градіскі               |

## Знімальна група
- Автор сценарію — Федеріко Фелліні, Тоніно Гуерра
- Режисер-постановник — Федеріко Фелліні
- Продюсер — Франко Крістальді
- Оператор — Джузеппе Ротунно
- Композитор — Ніно Рота
- Монтаж — Руджеро Мастроянні
- Художник-постановник — Даніло Донаті
- Художник по костюмах — Даніло Донаті, Сарторія Тіреллі
- Артдиректор — Джорджо Джованніні

## Видалена сцена
Знято сцену, яка пізніше була вирізана з фільму Фелліні. Сцена була знята без звуку. Однак вона описана в новелістиці, опублікованій Ріццолі в 1973 році, де йдеться про те, як графиня втрачає діамантову каблучку в туалеті. Карліні, або "Одеколон", чоловік, який спорожняє міські вигрібні ями, покликаний знайти його. Цю сцену можна переглянути на релізі фільму від Criterion.

## Нагороди та номінації
| Кінопремія                                        | Дата церемонії | Категорія                                          | Номінант(и)                     | Результат | Дж |
| ------------------------------------------------- | -------------- | -------------------------------------------------- | ------------------------------- | --------- | -- |
| Італійський національний синдикат кіножурналістів | 1974           | «Срібна стрічка» за найкращу режисерську роботу    | Федеріко Фелліні                | Перемога  |    |
| Італійський національний синдикат кіножурналістів | 1974           | «Срібна стрічка» за найкращий сценарій             | Федеріко Фелліні, Тоніно Гуерра | Перемога  |    |
| Італійський національний синдикат кіножурналістів | 1974           | «Срібна стрічка» найкращому новому акторові        | Джанфіліппо Каркано             | Перемога  |    |
| Італійський національний синдикат кіножурналістів | 1974           | «Срібна стрічка» найкращому акторові другого плану | Чіччо Інграссіа                 | Номінація |    |
| Італійський національний синдикат кіножурналістів | 1974           | «Срібна стрічка» найкращій акторці другого плану   | Пупелла Мадджо                  | Номінація |    |
| Італійський національний синдикат кіножурналістів | 1974           | «Срібна стрічка» за найкращий оригінальний сюжет   | Тоніно Гуерра, Федеріко Фелліні | Перемога  |    |
| Італійський національний синдикат кіножурналістів | 1974           | «Срібна стрічка» за найкращий сценарій             | Тоніно Гуерра, Федеріко Фелліні | Перемога  |    |
| Італійський національний синдикат кіножурналістів | 1974           | «Срібна стрічка» за найкращу операторську роботу   | Джузеппе Ротунно                | Номінація |    |
| Італійський національний синдикат кіножурналістів | 1974           | «Срібна стрічка» за найкращий дизайн костюмів      | Даніло Донаті                   | Номінація |    |
| Премія «Давид ді Донателло»                       | 1974           | Найкращий фільм                                    | Амаркорд                        | Перемога  |    |
| Премія «Давид ді Донателло»                       | 1974           | Найкращий режисер                                  | Федеріко Фелліні                | Перемога  |    |
| Премія «Золотий кубок»                            | 1974           | Найкращий режисер                                  | Федеріко Фелліні                | Номінація |    |
| Премія «Золотий глобус» (Італія)                  | 1975           | Найкращий фільм                                    | Амаркорд                        | Перемога  |    |
| Національна рада кінокритиків США                 | 1974           | Найкращий фільм іноземною мовою                    | Амаркорд                        | Перемога  |    |
| Національна рада кінокритиків США                 | 1974           | ТОП іноземних фільмів                              | Амаркорд                        | Перемога  |    |
| Спільнота кінокритиків Нью-Йорка                  | 1974           | Найкращий фільм                                    | Амаркорд                        | Номінація |    |
| Спільнота кінокритиків Нью-Йорка                  | 1974           | Найкращий режисер                                  | Федеріко Фелліні                | Номінація |    |
| Золотий глобус                                    | 1975           | Найкращий фільм іноземною мовою                    | Амаркорд                        | Номінація |    |
| Премія «Оскар»                                    | 1975           | Найкращий фільм іноземною мовою                    | Амаркорд                        | Перемога  |    |
| Премія «Боділ»                                    | 1975           | Найкращий європейський фільм                       | Амаркорд                        | Перемога  |    |
| Синдикат французьких кінокритиків                 | 1975           | Приз за найкращий іноземний фільм                  | Амаркорд                        | Перемога  |    |
| Премія Kinema Junpo                               | 1975           | Найкращий режисер іноземного фільму                | Федеріко Фелліні                | Перемога  |    |